# Hägerfeld

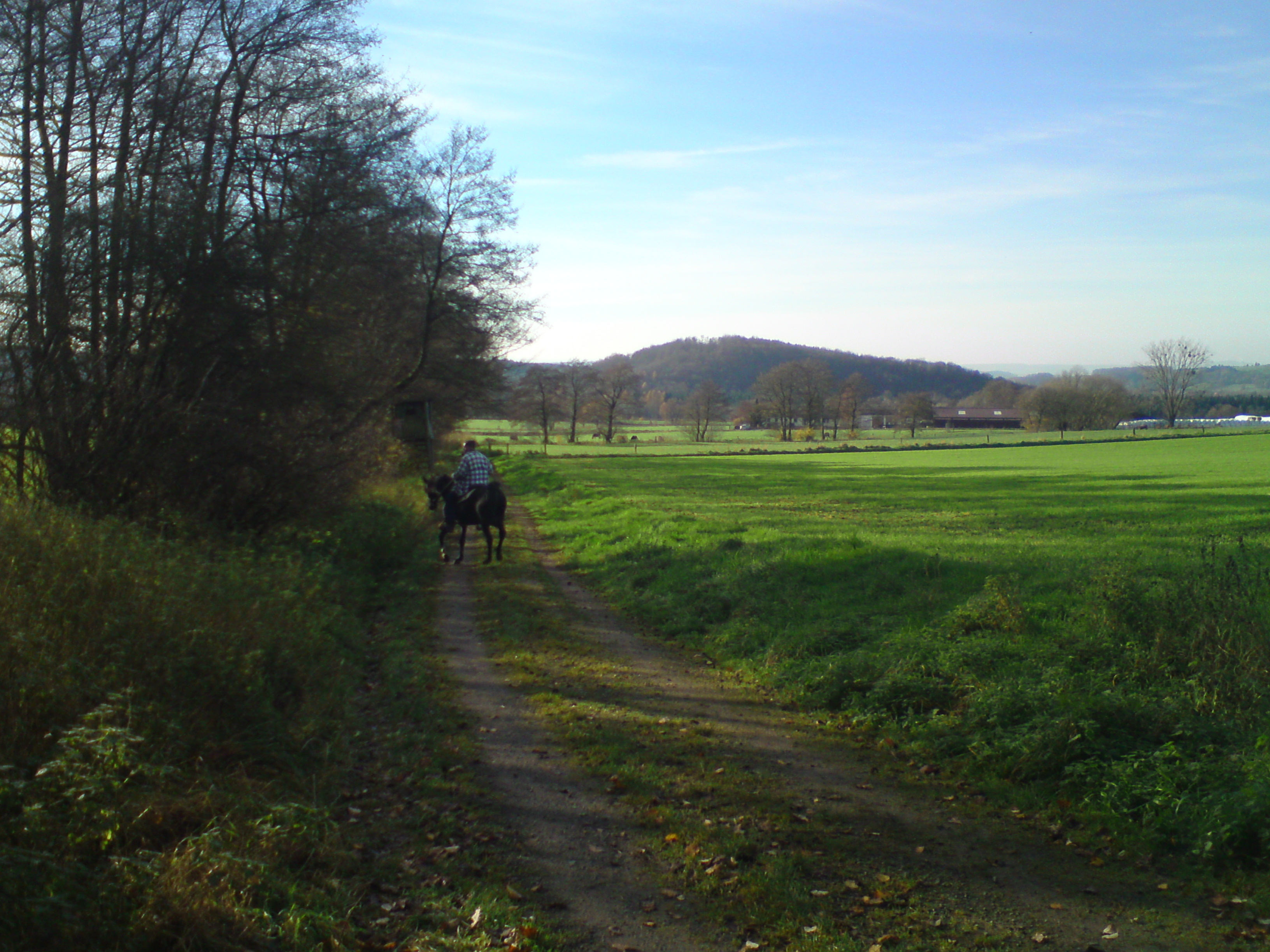
Das Hägerfeld; links der Faulbornbach

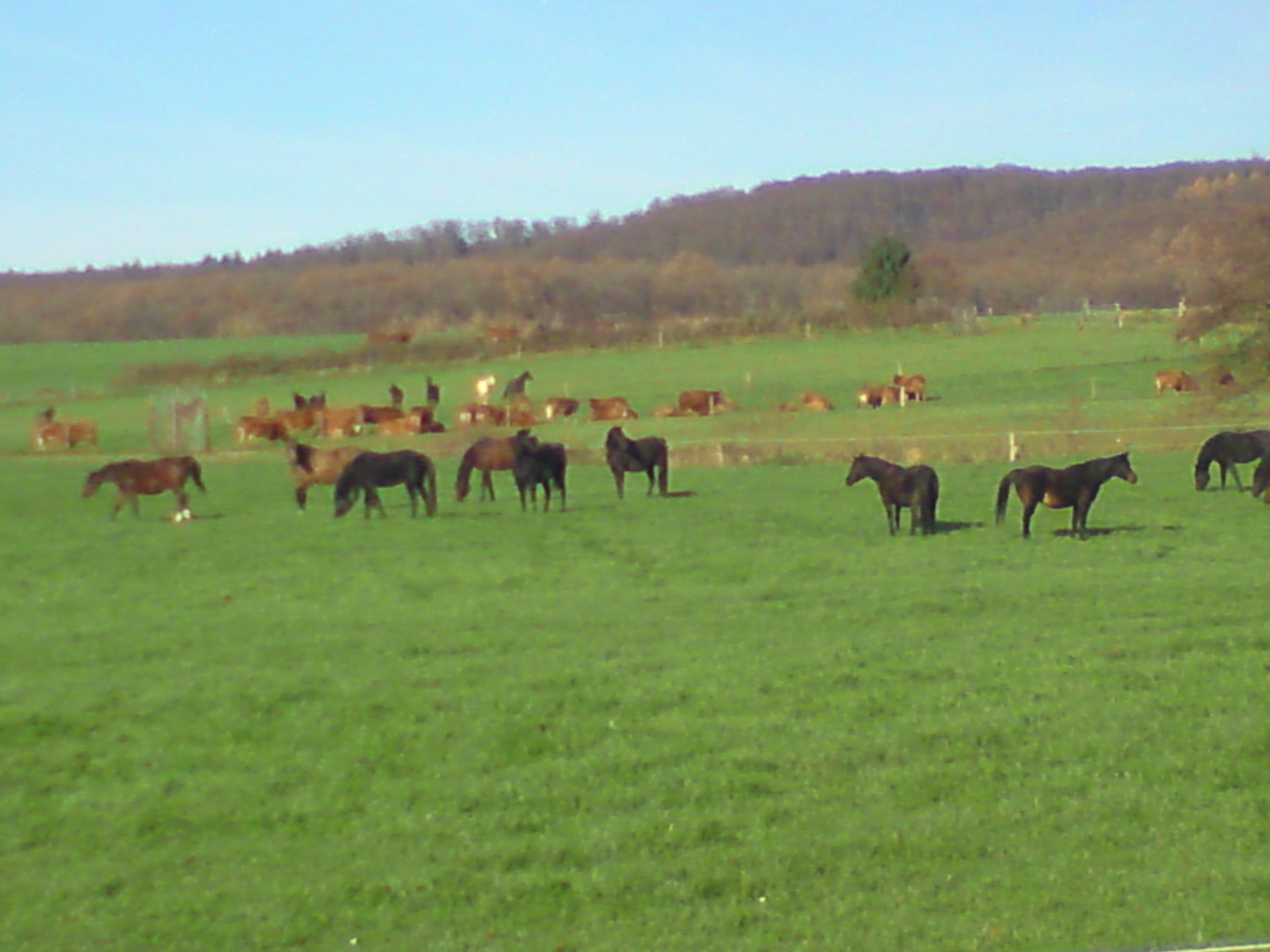
Die Wüstung Hage mitten im Hägerfeld

Das Hägerfeld, auch Faulborn genannt, liegt zwischen Mühlenberg und Herzberg am Harz im Landkreis Göttingen in Niedersachsen. Es ist kein konkret definiertes Feld, sondern ein Flurname.

## Geographische Lage
Es umfasst in etwa eine durch die K 407 im Norden, den Harzwald und dem Bärenwinkel im Osten, die K 410 im Süden und die Bahnstrecke Herzberg–Seesen im Westen begrenzte landwirtschaftliche Fläche. Bis zum Bau der Kleebleek-Siedlung in der Nachkriegszeit reichte das Hägerfeld noch bis zur Lonauer Straße.
Im Hägerfeld befand sich die Wüstung Hage und vermutlich auch die Wüstung Hermelingerode. Heute ist noch ein einzelnes Gehöft, der Hägerhof, an der Straße Zum Faulborn vorhanden.
Koordinaten: 51° 40′ 15,9″ N, 10° 19′ 46,3″ O